# Otiorhynchini
Otiorhynchini Schönherr, 1826  è una tribù di coleotteri curculionidi della sottofamiglia Entiminae.

## Tassonomia
La tribù comprende i seguenti generi:
- Agronus Horn, 1876
- Catyptops Schoenherr, 1840
- Catergus Schoenherr, 1842
- Cirrorhynchus Apfelbeck, 1898
- Dodecastichus Stierlin, 1861
- Epitimetes Pascoe, 1877
- Homodus Broun, 1881
- Hygrochus Broun, 1881
- Kocheriana Hoffmann, 1952
- Lepydnus Champion, 1914
- Limatogaster Apfelbeck, 1898
- Meiranella Reitter, 1913
- Neotoumieria Apfelbeck, 1932
- Omoiotus Sharp, 1896
- Otiorhynchites Fritsch, 1882 †
- Otiorhynchus Germar, 1822
- Otiorrhynchites Haupt, 1956 †
- Parameira Seidlitz, 1868
- Parotiorhynchus Magnano, 1998
- Pavesiella Pesarini, 1996
- Phaeocharis Broun, 1913
- Pseudocratopus Hustache, 1921
- Rhynchotious Magnano, 1998
- Sciobius Schoenherr, 1823
- Sciopithes Horn, 1876
- Solariola Flach, 1908
- Tylotus Schoenherr, 1823